# Religionssensibilität
Religionssensibilität bzw. religiöse Sensibilität ist zunächst allgemein die Sensibilität, Offenheit, Ansprechbarkeit und Wahrnehmungsfähigkeit für religiöse Phänomene und als solche eine der für Religiosität typischen Handlungs- und Urteilskompetenzen.
In der Pädagogik ist die Religionssensibilität eine spezifische Kompetenz von Pädagogen, ob Erzieher, Sozialpädagogen oder Lehrer, die vor allem im Kontext von Kinder- und Jugendhilfeeinrichtungen, Kindertagesstätten oder Schulen die Interreligiosität und Interkulturalität sinnvoll möglich macht. Sie gilt als eine Dimension sozialberuflicher Kompetenz und wird daher auch auf alle Felder der Medizin, Pflege, Lebensberatung und Krisenbewältigung (z. B. Sterbe- und Trauerbegleitung) angewandt.

## Voraussetzungen und Haltungen
Die Kompetenz der Religionssensibilität setzt voraus:
1. dass die Pädagogen „ihren eigenen religiösen Standpunkt“ geklärt haben;
2. dass sie „Ungerechtigkeit und Schuld, Freude und Hoffnung“ wahrnehmen;
3. dass sie „versöhnen und den Glauben feiern“ können;
4. dass sie „scheinbar banale Fragen ... als philosophische oder religiöse“ ernst nehmen und so Horizonte öffnen können;
5. dass sie „aufmerksam für Riten, Räume und Zeiten“ sind, „die den Alltag durchbrechen und auf etwas darüber Hinausgehendes verweisen“;
6. dass sie „die Religionen […] und ihre Feste“ wahrnehmen.[2]

Religionssensibilität braucht eine Haltung der Achtsamkeit, Feinfühligkeit, Behutsamkeit und des Respekts gegenüber dem gesellschaftlichen Phänomen der Religion. Ebenfalls erforderlich ist das Interesse für religiöse Spuren in der eigenen Biografie und im Leben der Klienten. Die pädagogischen Bezugspersonen sollen die Hoffnungen, die spirituellen Momente, die existenziellen Sehnsüchte und die Unbedingtheits- und Transzendenzerfahrungen „wahrnehmen und anerkennen, herausfordern und begleiten“.

## Pädagogische Praxisfelder
Wo diese Kompetenz zum Tragen kommt, findet religionssensible Erziehung, Bildung, Pädagogik, Beratung und Begleitung statt. Insbesondere junge Menschen haben ein Recht auf Orientierung und Begleitung in religiösen Belangen, so dass Religionssensibilität besonders im Bereich der Erziehung und Schule zur Entwicklung von religionspädagogischen Handlungskonzepten geführt hat.
In den Jahren von 2005 bis 2008 wurde im Rahmen des Forschungsprojektes „Religion in der Jugendhilfe“ am Jugendpastoralinstitut Don Bosco Benediktbeuern unter dem Titel „Religionsensible Erziehung“ ein Konzept für die Heimerziehung entwickelt. Mittlerweile ist dieses Konzept auch in andere pädagogische Felder übertragen worden, etwa auf die Kindertageseinrichtungen oder auf Schulen. Das „Rauhe Haus“ in Hamburg hat in Zusammenarbeit mit der ebenfalls dort ansässigen Akademie der Weltreligionen für ihre sozialen Einrichtungen das Benediktbeurer Konzept zu einer „kultur- und religionssensiblen Erziehung“ weiterentwickelt.